# Michael Fabritius
Michael Fabritius (født 2. maj 1697, død 13. november 1746) var en dansk handelsmand.
Han var broder til Just Fabritius. Begge forældrene hørte til tysk-reformerte slægter, ligesom fader og søn også besad tillidsposter som ældste i den tysk-reformerte menighed. Michael Fabritius, der fødtes 2. maj 1697, lagde sig også efter handelen og taltes i en ung alder blandt de handlende, der gik i spidsen for udviklingen. Mod slutningen af Frederik 4.s regering var handelen på Ostindien gået aldeles i forfald, da en del driftige mænd slog sig sammen i den hensigt at bringe den på fode igen og ydermere udvide den til Kina, et foretagende, der tiltalte kongen så meget, at han ikke alene villig gav bevilling og oktroi (1729 og 1730), men endog «forundte» dem Kronprinsen selv til overdirektør. Blandt disse driftige mænd var sikkert Fabritius, der i alt fald blev en af de første kommitterede for det såkaldte kinesiske Societet og var blandt de mest aktive ved udredelsen af de første skibe, som vendte hjem med et så rigt udbytte, at en almindelig Lyst til deltagelse udbredtes, og Stødet blev givet til oprettelsen af det velkendte Asiatisk Kompagni 1732, hvorved Fabritius 4 år efter blev direktør.
Også i andre af tidens hovedbegivenheder på handelens og industriens område tog Fabritius del. Således var han med at oprette Kurantbanken 1736, til hvis første direktører han og broderen Just hørte, ligesom begge vare underskrivere af den første konvention mellem interessenterne i det med store privilegier udstyrede norske Kompagni, hvilket de siden så betydelige norske glasværker skylde deres Oprindelse. Omtr. 1740 stiftede Fabritius, der 1732 havde taget borgerskab som groshandler, i forbindelse med sin slægtning Joh. Fr. Wever det ansete handelshus Michael Fabritius & Wever, der under sønnen Conrad Alexander Fabritius de Tengnagel tiltog yderligere i rigdom. Fabritius havde 30. maj 1726 ægtet Anna Maria Köster (født i Frankfurt 1705, død 1775), som efter hans død ægtede først (1748) hans kompagnon, etatsråd Johann Friederich Wever, og (1763) efter dennes død generalmajor Jean Baptiste Descarriéres de Longueville. Fabritius, der var blevet udnævnt til agent 1743, døde den 13. november 1746.